# Sematary
Zane Steckler (nacido el 22 de diciembre de 2000), conocido profesionalmente como Sematary (y a veces como Sematary Grave Man ), es un rapero y productor estadounidense del norte de California. Es miembro fundador del colectivo de rap Haunted Mound.[cita requerida]
Sematary comenzó a publicar música en SoundCloud en 2019. Primero ganó notoriedad en la plataforma a través de su mixtape Grave House con su colaborador Ghost Mountain, ya que la canción "Nevada" obtuvo más de un millón de reproducciones en varias plataformas antes de su eliminación. En 2021, Sematary lanzó el mixtape Rainbow Bridge 3 con gran éxito de crítica, y el crítico musical Anthony Fantano calificó el álbum con un 8/10 en su sitio The Needle Drop. Su canción Haunted Mound Reapers lanzada en 2022 también alcanzó los 3 millones de reproducciones en 2023.
La primera presentación en vivo de Sematary tuvo lugar el 18 de noviembre de 2021 en San Francisco, California, apoyado por Cold Hart, Drippin' So Pretty y Yawns. En 2022, anunció una gira mundial debut en apoyo del álbum Butcher House recientemente lanzado, con 26 fechas en 11 países. Entró en la alineación del Summer Smash 2023 de 3 días de Lyrical Lemonade y está programado como artista secundario en la próxima gira de 42 fechas por Estados Unidos de Grey Day 2023 con $uicideboy$, Ghostemane, Freddie Dredd y Ramirez. El 21 de agosto de 2023, Sematary anunció su segundo EP, King of the Graveyard, que se lanzará en septiembre. También anuncio una colaboración con el rapero de drill Chief Keef para el álbum de FTP records 
Mientras que sus primeros mixtapes exploran muestras de black metal cortadas, atornilladas o afinadas en tambores trap exagerados, sus álbumes posteriores, Screaming Forest y Butcher House, presentan más sintetizadores que recuerdan a la escena del drill de Chicago de principios de la década de 2010, así como más muestras de artistas experimentales, como Shlohmo.

## Primeros años de vida
Sematary nació el 22 de diciembre de 2000, en, según afirma el artista, "las montañas del norte de California ". Creció escuchando raperos como Chief Keef, Yung Lean y Black Kray, así como bandas relacionadas con el género/escena depressive black metal como Lifelover, Thy Light y Silencer. Mientras estaba en la escuela, conoció al colaborador frecuente y cofundador de Haunted Mound, Ghost Mountain quien posteriormente abandonaría el grupo hasta septiembre de 2024 para centrarse en su vida personal y estudios. Se graduó de la escuela secundaria en 2019.

## Discografía

### Mixtapes
- Grave House (2019) (con Ghost Mountain)
- Rainbow Bridge (2019)
- Rainbow Bridge 2 (2020)
- Hundred Acre Wrist (2020) (con Ghost Mountain)
- Rainbow Bridge 3 (2021)
- Screaming Forest (2021)
- Butcher House (2023)
- Bloody Angel (2024)

### EPS
- The Wagoner EP (2020)
- Warboy (2020)
- King of the Graveyard (2023)
- Warboy Remake (TBA)